# XEUS
XEUS — рентгеновская, космическая обсерватория, которая создана ЕКА как преемник успешного рентгеновского телескопа XMM-Newton . Телескоп имеет зеркало, с наблюдаемой областью приблизительно 5 м² и разрешающей способностью, более чем 5" для рентгеновского излучения с энергией 1 кэВ. Датчики будут включать широко-направленный блок армирования рентгеновского изображения с разрешающей способностью энергии 150 eV в 6 кэВ, и криогенный узко-направленный блок формирования изображений с разрешающей способностью энергии 2 eV в 1 кэВ.
XEUS будет в состоянии изучить рентгеновский спектр горячей материи в ранней вселенной и вычислить состав, температуру и скорость вещества. Это поможет в изучении разнообразных вопросов таких как происхождение и природа черных дыр, их отношение со звездным формированием, развитие барионов и формирования тяжёлых элементов во Вселенной.
Технология, требуемая для XEUS находится в настоящее время под развитием. XEUS — один из кандидатов на программу Cosmic Vision ЕКА.

## Другие проекты
- Дарвин
- Кеплер
- Калориметр